# Tropidosteptes adustus
Tropidosteptes adustus är en insektsart som först beskrevs av Knight 1929.  Tropidosteptes adustus ingår i släktet Tropidosteptes och familjen ängsskinnbaggar. Inga underarter finns listade i Catalogue of Life.